# 21 (Omarion)
21 è il secondo album del cantante statunitense Omarion, pubblicato il 26 dicembre 2006 dall'etichetta discografica Columbia.
Il titolo dell'album non è altro che l'età dell'artista al momento della registrazione.
Il primo singolo ad essere estratto fu Entourage, scritto da Andre Merrit e prodotto da Eric Hudson; il secondo fu Ice Box, di cui il produttore maggiore è stato Timbaland.
Altre produzioni importanti sono quelle di Pharrell Williams e Bryan Michael Cox. Ha riscosso un ottimo successo commerciale, raggiungendo il vertice della classifica ufficiale degli Stati Uniti.

## Tracce
CD (Columbia 88697049082 (Sony BMG) / EAN 0886970490825)
1. Entourage – 3:55 (Omari Grandberry, Andre Merritt, Eric Hudson)
2. Ice Box – 4:16 (Omari Grandberry, Keri Hilson, Ezekiel Lewis, King Logan, Timothy Mosley, Patrick Smith, Joknkenun Spivery)
3. Electric – 3:25 (Omary Grandeberry, Andre Merritt, Jerome Jones, Eric Hudson)
4. Made for TV – 4:46 (Bryan Michael Cox, Jerome Jones)
5. Just Can't Let You Go – 3:03 (Bryan Michael Coz, Drean, Kendrich A.J., Shropshire, Adonis)
6. Obsession – 4:13 (Pharrell Williams)
7. Midnight – 3:58 (Eric Dawkins, Antonio Dixon, Omari Grandberry, Harvey Mason J.R., Steve Russel, Tank, Damon Thomas)
8. Just That Sexy – 3:48 (Eric Dawkins, Antonio Dixon, Omari Grandberry, Harvey Mason J.R., Steve Russel, Tank, Damon Thomas)
9. Beg for It – 2:56 (Sean Garret, King Logan, Timothy Mosley, Johnkenun Spivery)
10. Do It – 3:54 (Eric Dawkins, Antonio Dixon, Omari Grandberry, Harvey Mason J.R., Steve Russel, Tank, Damon Thomas)
11. Been with a Star – 3:18 (Omari Grandberry, Andre Merritt, Eric Hudson)
12. What Are We Doing – 3:53 (Omari Grandberry, Lassiter, Lanont, Rufus Moore)

Durata totale: 45:25

## Classifiche
| Classifica  | Posizione |
| ----------- | --------- |
| Stati Uniti | 1         |
| Regno Unito | 24        |